# Moto da turismo

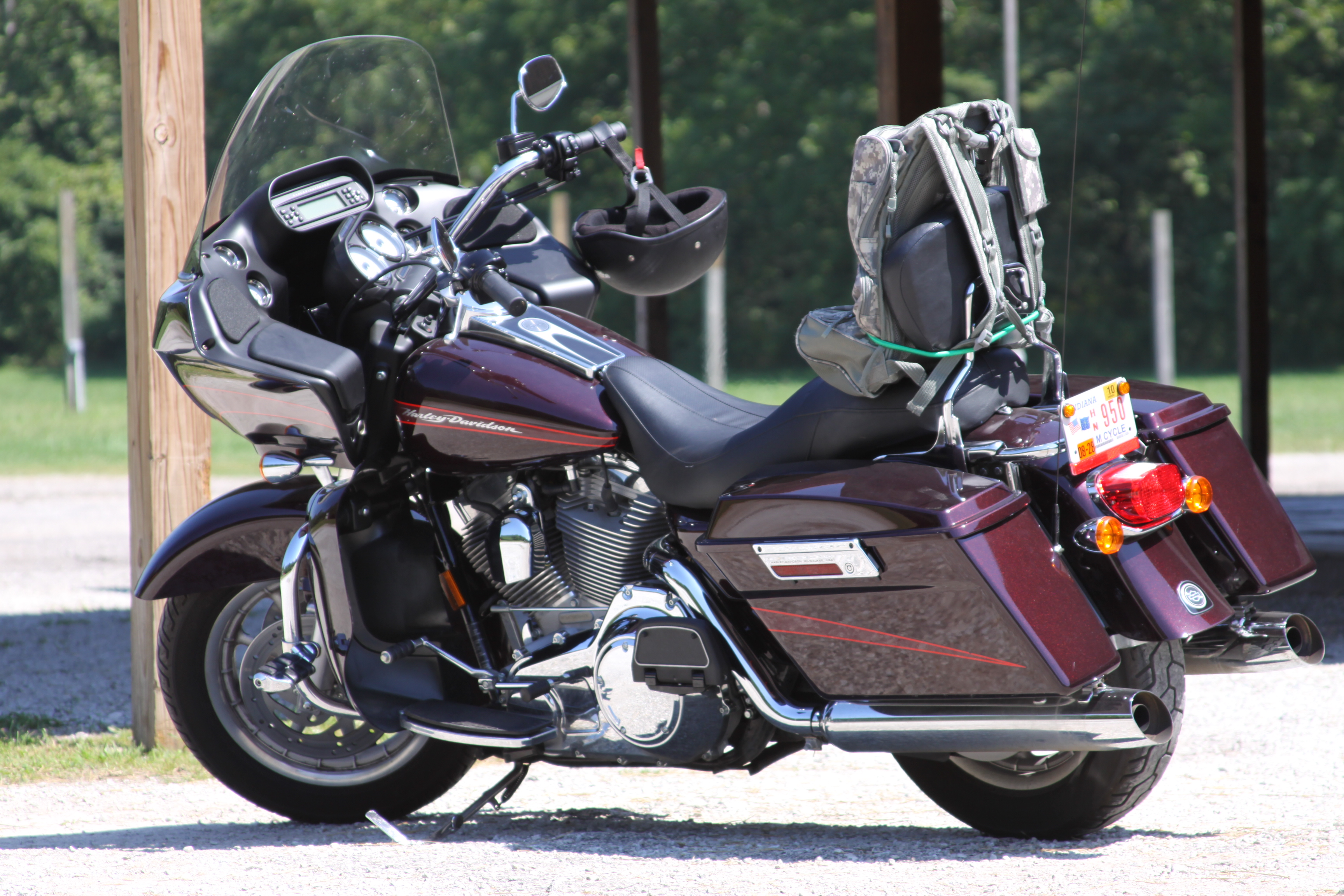
Harley-Davidson Road Glide

Una moto da turismo è un tipo di motocicletta progettata per viaggiare. Anche se ogni moto può essere utilizzata per questo scopo, i produttori hanno sviluppato modelli specifici per quest'uso. Le moto da turismo generalmente: 
- sono di grande cilindrata
- sono dotate di carene o parabrezza per offrire un elevato livello di protezione dal vento
- hanno serbatoi di carburante di grande capacità per garantire lunghi intervalli fra un rifornimento e l'altro
- hanno i motori in grado di erogare una elevata coppia già ai bassi regimi
- sono caratterizzate da una posizione di guida più rilassata e verticale rispetto alle moto sportive

Fra le molteplici declinazioni di questo tipo di moto, possiamo distinguere principalmente le tipologie: Gran Turismo, Maxi Enduro e Turismo Sportivo. Tale classificazione è da intendersi puramente orientativa e di uso comune poiché a causa del continuo evolversi della tecnica e delle strategie di marketing delle case produttrici, non esiste ancora una definizione definitiva e universalmente condivisa delle caratteristiche che distinguono queste tre famiglie.

## Gran turismo

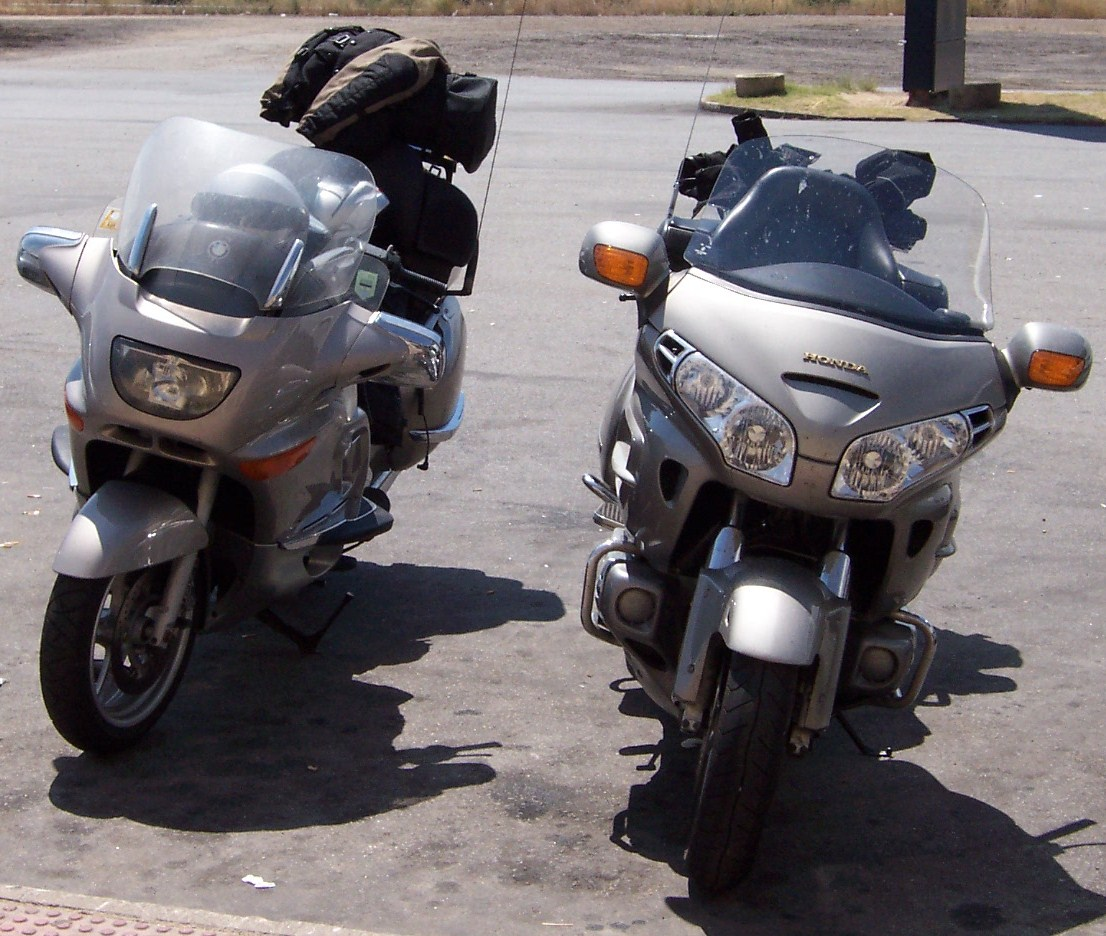
BMW K1200 LT e Honda Goldwing

Le moto gran turismo sono generalmente caratterizzate da ampie carenature avvolgenti, una posizione di guida molto comoda, un telaio più ampio rispetto ad altri tipi di moto da turismo e integrano nella linea due o più borse rigide (a valigia o bauletto). Il motore, in configurazione che va dal bicilindrico boxer o a v fino al 6 cilindri in linea è di solito di grossa cilindrata capace di erogare una coppia elevata.
Le gran turismo sono accessoriate con dispositivi non comuni per altre moto, come: impianti stereo, radio satellitare, sedili e manopole riscaldati, sistemi di navigazione GPS, parabrezza personalizzati, sospensioni pneumatiche con compressori d'aria integrati, airbag. Al di là delle dotazioni offerte dai produttori, queste moto sono spesso personalizzate dai proprietari con accessori aggiuntivi.
Tra le case motociclistiche che da più tempo presentano in catalogo modelli di questo tipo si annoverano Harley-Davidson (la Harley-Davidson Electra Glide è in produzione dagli anni sessanta), BMW (la BMW R100 RT risale agli anni settanta), Honda (la Honda Goldwing risale agli anni settanta) e Kawasaki (con la Kawasaki GTR 1000 degli anni ottanta). Tra le Case Italiane si cita la Moto Guzzi, con il suo modello California nato negli anni settanta come allestimento speciale del modello V 850 GT.

## Maxi enduro

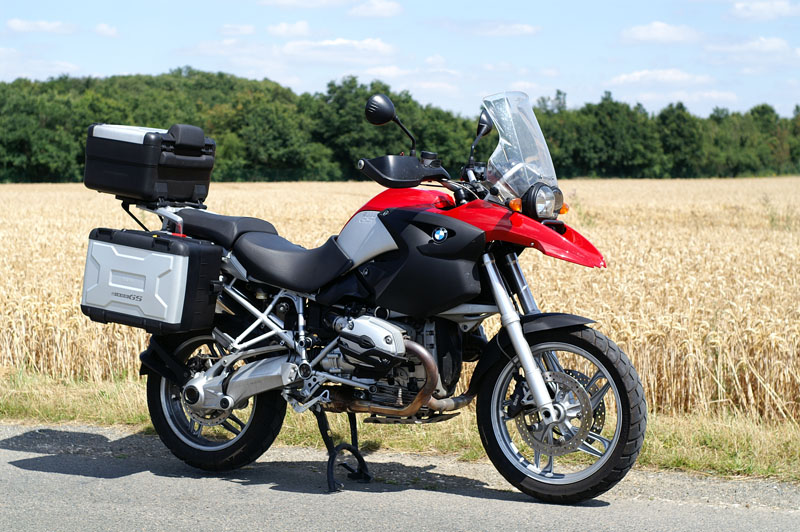
BMW R1200GS

Questa categoria comprende moto progettate per fornire funzionalità di turismo a lungo raggio sia su strada che fuoristrada, con l'intento di rendere praticamente qualsiasi destinazione raggiungibile. Le moto di questo tipo condividono le caratteristiche di elevata altezza da terra (per un migliore comportamento fuori strada), grandi riserve di carburante, cilindrate elevate, buona maneggevolezza e motori poco spinti per garantire alta affidabilità, coppia elevata e un buon comportamento autostradale a medio-alta velocità. Questa combinazione di caratteristiche, insieme al loro peso, al tipo di gomme impiegate e alla grande taglia, li distingue dai tradizionali fuoristrada come enduro e moto da cross.
Non è raro che queste moto abbiano a disposizione accessori per utilizzi specifici, fra cui piastre di protezione (per proteggere il motore e la trasmissione durante l'uso fuori strada), serbatoi maggiorati o supplementari, borse in metallo, sistemi di navigazione GPS con protezioni per l'uso su tracciati difficili, fari supplementari eccetera. Queste moto non necessariamente sono vendute con valigie di serie ma di solito sono presenti fra gli optional offerti dalla casa madre oppure vendute da fornitori terzi. Esempi di Maxi Enduro includono la BMW R1200GS, la Ducati Multistrada, la Triumph Tiger, La Moto Guzzi Stelvio, la Aprilia Caponord, la KTM 990 Adventure, la Suzuki V-Strom 1000, la Yamaha Super Ténéré.

## Turismo sportivo

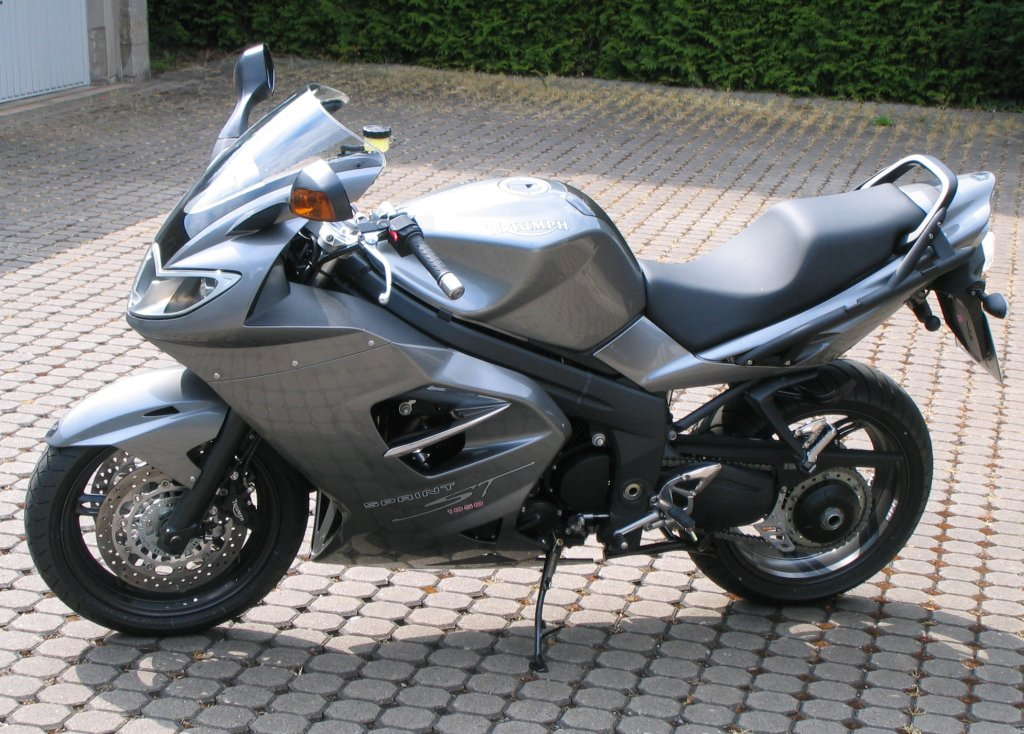
Triumph Sprint ST 1050

Le moto da turismo sportivo sono una forma ibrida tra le moto sportive e le moto da turismo; permettono di guidare su lunghe distanze a velocità più elevate, con più enfasi sulle prestazioni sportive (sia in maneggevolezza che velocità) rispetto alle gran turismo. La difficoltà di trovare il giusto equilibrio fra sportività e comfort mantiene queste moto in una nicchia di mercato. 
La maggior parte delle aziende produce infatti solo un modello da turismo sportivo come la Triumph Sprint ST, la Yamaha FJR 1300, la Kawasaki GTR 1400 o la Ducati ST. Eccezioni degne di nota sono le Honda ST 1300 e VFR 1200F, i modelli BMW serie GT, ST, RS. Queste moto sono spesso equipaggiate con valigie rigide di serie ma alcuni produttori le offrono come optional, sia originali (ad esempio, Honda VFR1200F) che da fornitori terzi.